# Mistrzostwa Europy w Boksie 1959
XIII Mistrzostwa Europy w Boksie (mężczyzn) odbyły się w dniach 23–31 maja 1959 w Lucernie. Startowało 180 uczestników z 25 państw, w tym dziesięciu reprezentantów Polski.

## Medaliści

### Waga musza
| Złoto               | Srebro            | Brąz                                            |
| ------------------- | ----------------- | ----------------------------------------------- |
| Manfred Homberg RFN | Gyula Török Węgry | Adam McClean Irlandia · Władimir Stolnikow ZSRR |

### Waga kogucia
| Złoto             | Srebro              | Brąz                                                  |
| ----------------- | ------------------- | ----------------------------------------------------- |
| Horst Rascher RFN | Oleg Grigorjew ZSRR | Zygmunt Zawadzki Polska · Miodrag Mitrović Jugosławia |

### Waga piórkowa
| Złoto                | Srebro            | Brąz                                     |
| -------------------- | ----------------- | ---------------------------------------- |
| Jerzy Adamski Polska | Peter Goschka RFN | André Juncker Francja · Orhan Tuş Turcja |

### Waga lekka
| Złoto               | Srebro                   | Brąz                                         |
| ------------------- | ------------------------ | -------------------------------------------- |
| Olli Mäki Finlandia | Dimityr Welinow Bułgaria | Iosif Mihalic Rumunia · Ferenc Kellner Węgry |

### Waga lekkopółśrednia
| Złoto                     | Srebro              | Brąz                                       |
| ------------------------- | ------------------- | ------------------------------------------ |
| Wladimir Jengibarian ZSRR | Piero Brandi Włochy | István Juhász Węgry · Rupert König Austria |

### Waga półśrednia
| Złoto                 | Srebro               | Brąz                                  |
| --------------------- | -------------------- | ------------------------------------- |
| Leszek Drogosz Polska | Carmelo Bossi Włochy | Henry Perry Irlandia · Bruno Guse NRD |

### Waga lekkośrednia
| Złoto                 | Srebro              | Brąz                                               |
| --------------------- | ------------------- | -------------------------------------------------- |
| Nino Benvenuti Włochy | Henryk Dampc Polska | Rolf Caroli NRD · Dragoslav Jakovljević Jugosławia |

### Waga średnia
| Złoto                  | Srebro                 | Brąz                                     |
| ---------------------- | ---------------------- | ---------------------------------------- |
| Giennadij Szatkow ZSRR | Tadeusz Walasek Polska | Colm McCoy Irlandia · Harry Scott Anglia |

### Waga półciężka
| Złoto                         | Srebro                  | Brąz                                     |
| ----------------------------- | ----------------------- | ---------------------------------------- |
| Zbigniew Pietrzykowski Polska | Gheorghe Negrea Rumunia | Lew Sienkin ZSRR · Giulio Saraudi Włochy |

### Waga ciężka
| Złoto                | Srebro              | Brąz                                                       |
| -------------------- | ------------------- | ---------------------------------------------------------- |
| Andriej Abramow ZSRR | David Thomas Anglia | Władysław Jędrzejewski Polska · Josef Němec Czechosłowacja |

## Występy Polaków
- Henryk Kukier (waga musza) wygrał w eliminacjach z Mikiem Cushowem (Anglia) i przegrał z Mirceą Dobrescu (Rumunia)
- Zygmunt Zawadzki (waga kogucia) wygrał w eliminacjach z Johnnym Dunne (Anglia) i z Józsefem Nagym (Węgry), w ćwierćfinale z Robertem Büchnerem (NRD), a w półfinale przegrał w Horstem Rascherem (RFN) zdobywając brązowy medal
- Jerzy Adamski (waga piórkowa) wygrał w eliminacjach z Kálmánen Dubovským (Węgry),  w ćwierćfinale z Sandro Lopopolo (Włochy),  w półfinale z André Junckerem (Francja) i w finale z Peterem Goschką (RFN) zdobywając złoty medal
- Kazimierz Paździor (waga lekka) wygrał w eliminacjach z Francesco Musso (Włochy) i przegrał w ćwierćfinale z Ollim Mäkim (Finlandia)
- Jerzy Kulej (waga lekkopółśrednia) wygrał w eliminacjach z Constantinem Dumitrescu (Rumunia), a w ćwierćfinale przegrał z Piero Brandim (Włochy)
- Leszek Drogosz (waga półśrednia) wygrał w eliminacjach z Ričardasem Tamulisem (ZSRR),  w ćwierćfinale z Andresem Novarro (Hiszpania),  w półfinale z Bruno Gusem (NRD) i w finale z Carmelo Bossim (Włochy) zdobywając złoty medal
- Henryk Dampc (waga lekkośrednia) wygrał w eliminacjach z Iwanem Sobolewem (ZSRR), w ćwierćfinale z Ulrichem Kienastem (RFN), w półfinale z Rolfem Carolim (NRD), a w finale przegrał z Nino Benvenutim (Włochy) zdobywając srebrny medal
- Tadeusz Walasek (waga średnia) wygrał w eliminacjach z Paulem Nickelem (NRD), w ćwierćfinale z Tomaso Truppim (Włochy), w półfinale z Harrym Scottem (Anglia), a w finale przegrał z Giennadijem Szatkowem (ZSRR) zdobywając srebrny medal
- Zbigniew Pietrzykowski (waga półciężka) wygrał w eliminacjach z Petarem Stankowem (Bułgaria), w ćwierćfinale z Gilesem van der Veldem (Holandia), w półfinale z Lwem Sienkinem (ZSRR) i w finale z Gheorghe Negreą (Rumunia) zdobywając złoty medal
- Władysław Jędrzejewski (waga ciężka) wygrał w eliminacjach z Günterem Siegmundem (NRD), w ćwierćfinale z Willym Vennemanem (Belgia), a w półfinale przegrał w Andriejem Abramowem (ZSRR) zdobywając brązowy medal